# Lindenbergia grandiflora
Lindenbergia grandiflora là một loài thực vật có hoa trong họ Mã đề. Loài này được (Buch.-Ham. ex D. Don) Benth. mô tả khoa học đầu tiên năm 1835.